# 古巴桑
古巴桑（1956年2月6日—），印度外交官、作家，曾任印度驻意大利兼驻圣马力诺大使、印度驻巴布亚新几内亚兼驻所罗门群岛和瓦努阿图高级专员等职务。

## 经历
古巴桑出生于1956年2月6日。他擁有化學榮譽學士學位和化學碩士學位，以及索邦大学高级法语文凭和图雷纳学院法语研究证书。
1979年，古巴桑加入印度外事服務。
1981年9月至1983年6月，任印度驻法国大使馆二等秘书（文化事务），负责促进双边文化关系，包括电影节及印度文化团体的演出活动。1983年7月至1985年6月，在印度驻阿尔及利亚大使馆任一等秘书，负责政治、文化及行政事务。1986年9月至1987年6月，回到印度外交部，担任不丹事务副处长，负责两国的双边政治、商业关系以及印度对不丹援助的项目。1987年7月至1992年2月，任德里地区护照官，负责国家首都地区及查谟和克什米尔的护照事务。
1992年3月至1995年6月，任印度驻旧金山领事，负责领事、行政、文化及印度社区事务。1995年7月至2000年5月，在印度外交部担任礼宾司副司长。1999年6月至2000年6月，任印度外交部协调与议会事务联秘，负责与印度政府各部委及印度议会的协调工作。2000年7月至2003年6月，任印度驻巴布亚新几内亚高级专员，兼驻所罗门群岛和瓦努阿图。
2003年6月至2007年3月，任印度驻香港和澳门总领事。2007年3月至2010年6月，任印度驻突尼斯大使。2010年6月至2013年4月，回到印度外交部，任领事、护照及签证事务的辅秘和特别秘书。2013年5月，出任印度驻意大利大使，同时兼任驻圣马力诺大使及印度驻联合国粮农组织、国际农业发展基金和世界粮食计划署的常驻代表。

## 个人生活
古巴桑爱好瑜伽、探索灵性、研究印度历史以及欣赏古典音乐。他是《来自古印度的永恒智慧》（Timeless Wisdom from Ancient India）一书的作者，该书致力于阐释包括距今逾5000年的《博伽梵歌》的古印度经典。此外，他还著有《永恒之美与无限之喜》（Eternal Beauty and Infinite Joy），这是对印度史诗《罗摩衍那》的导读。